# 胶山寺
胶山寺，又称胶山古寺，位于中华人民共和国江苏省无锡市胶山的一座寺庙。始建于梁代，太清年间名为弥勒寺。明朝洪武年间更名为胶山寺，被称为“无锡十大丛林”之一。1958年，毁于大跃进。1999年，寺院在原基础上恢复重建迄今。

## 简介
唐朝天台宗高僧荆溪湛然曾在此讲道。高僧湛然圆寂后，其昔日讲经处更名为“湛然堂”。宋朝抗金名相李纲年轻时曾在胶山寺西侧读书。明朝富豪安国葬于胶山，距胶山寺西约五十米处。
寺内现存明代石碑一座，碑上刻有《胶山改建宋丞相李忠定公祠堂记》，由安如山撰文、张选篆额，立于明嘉靖已亥年(公元1539年)。